# Norman Pritchard
Norman Gilbert Pritchard (23. juni 1877 i Kolkata (tidligere Calcutta) – 31. oktober 1929 i Los Angeles, også kendt som Norman Trevor) var en indisk Atlet som deltog i de olympiske lege 1900 i Paris.
Pritchard deltog i flere øvelser i atletik under OL 1900 i Paris. Han kom en andenplads i 200 meter efter John Tewksbury fra USA og også i 200 meter hæk blev han nummer to, efter amerikaneren Alvin Kraenzlein. Han deltog også i 110 meter hækkeløb, 60-meter-løb og i 100-meter-løb.